# Project Mc²
Project Mc² (en español Proyecto Mc²) es una serie de televisión web estadounidense producida por AwesomenessTV y MGA Entertainment para Netflix, estrenada el 7 de agosto de 2015. La serie narra las aventuras de McKeyla McAlister y sus mejores amigas, quienes trabajan como agentes secretas para una organización gubernamental llamada NOV8 (pronunciado como la palabra inglesa «innovate»), un grupo ultrasecreto de agentes femeninas que protegen el mundo.

## Reparto
- Mika Abdalla como McKeyla McAllister, la líder del grupo, y agente de NOV8.
- Ysa Penarejo como Camrym Coyle, una ingeniera.
- Victoria Vida como Adrienne Attoms, una química culinaria española.
- Genneya Walton como Bryden Bandweth, una experta en lo electrónico.
- Danica McKellar como La Codorniz, agente de inteligencia del grupo, y madre de McKeyla.
- Alyssa Lynch y Maddie Phillips como Devon D'Marco, una artista.
- Belle Shouse como Ember Evergreen, una botánica.
- Maxwell Haynes como Kyle.